# Goce Delčev (město)
Goce Delčev (bulharsky Гоце Делчев, do roku 1951 Неврокоп) je město, nacházející se v Blagoevgradské oblasti v jihozápadní části Bulharska. Žije zde přibližně 20 tisíc obyvatel. Město nese jméno po bulharském revolucionáři a bojovníku za svobodu Gocem Delčevovi.

## Poloha
Město se rozprostírá v údolí řeky Mesty, je obklopeno zdejšími pohořími Pirin a Rodopy. Zhruba 200 km jižně leží hlavní město země, Sofie, 90 km na východ pak město Blagoevgrad.

## Historie
Ve městě se nacházejí pozůstatky po opevnění a sídlišti z 9. až 10. století, které jsou považovány za pokračovatele starobylého města Nicopolis ad Nestum, které se rozkládalo 7 km východněji. Osmanská říše zabrala toto území mezi lety 1374 a 1383. Město Goce Delčev se turecky nazývalo Nevrâkop z řeckého názvu Nicopolis a podle toho též bulharsky Nevrokop (Неврокоп), a to až do roku 1951, od kdy nese současný název.

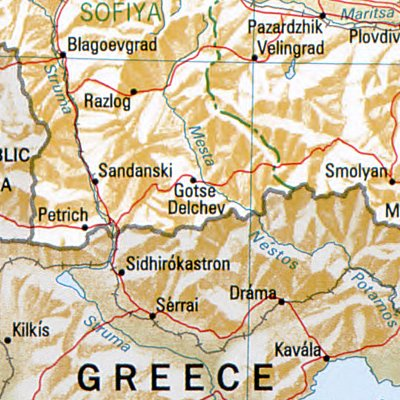
Poloha města u řeckých hranic

První písemný zápis z osmanského katastru je datován 1430. Podle tureckého censu z roku 1440 zde žilo 131 křesťanských rodin. Město se v 15. století dynamicky rozvíjelo, protože v roce 1464 zde bylo zaznamenáno 208 křesťanských a 12 muslimských domácností a o 14 let později (1478) 393 křesťanských a 43 muslimských domácností. Koncem onoho století zde byla postavena místní mešita a záhy se začal navyšovat počet muslimů, zatímco počet křesťanů stagnoval. V průběhu 16. století byl se počet obyvatel stabilizoval (1519 — 315 křesťanských a 167 muslimských domácností; 1530 — 381 a 285; 1569 — 385 a 281), zatímco v 17. století nastal úpadek, takže v roce 1660 byla džizja vyměřena pouze 95 zdejším křesťanům. Na přelomu století pak město postihly epidemie, v důsledku čehož bylo v roce 1723 zaznamenáno pouze 42 křesťanských a 86 muslimských domácností. Nehledě na tyto okolnost bylo město v osmanském období významným kulturním centrem oblasti a na jeho konci (1906) zde bylo 7 islámských škol a 2 křesťanské. V roce 1865 zde byla založena bulharská knihovna. Přitom v roce 1873 zde bylo napočítáno 1 912 domácností, v nichž žilo 3 800 muslimů, 1 000 Bulharů a 150 Valachů a v roce 1900 zde podle bulharského etnografa Vasila Kăčnova žilo 5 000 Turků, 650 Bulharů, 190 Valachů, 110 Židů a 65 Romů.
Obec Nevrokop (Неврокоп) se stala součástí Bulharska od roku 1912, kdy ji 17. října uvedeného roku v průběhu první balkánské války obsadila bulharská vojska.Tato válka, stejně jako první světová válka, měla za následek významné přesuny obyvatelstva, takže tu v roce 1926 žilo 824 Turků a 7 726 Bulharů.

## Obyvatelstvo
K 15. září 2024 ve městě žilo 20 099 obyvatel a bylo zde trvale hlášeno 21 714 obyvatel. Podle sčítání 1. února 2011 bylo národnostní složení následující:
- Bulhaři: 15 703 (92.9 %)
- Turci: 763 (4.5 %)
- Romové: 164 (1.0 %)
- ostatní[p 2]: 270 (1.6 %)

## Významní rodáci
- Rosen Plevneliev (* 1964), bulharský politik

## Galerie

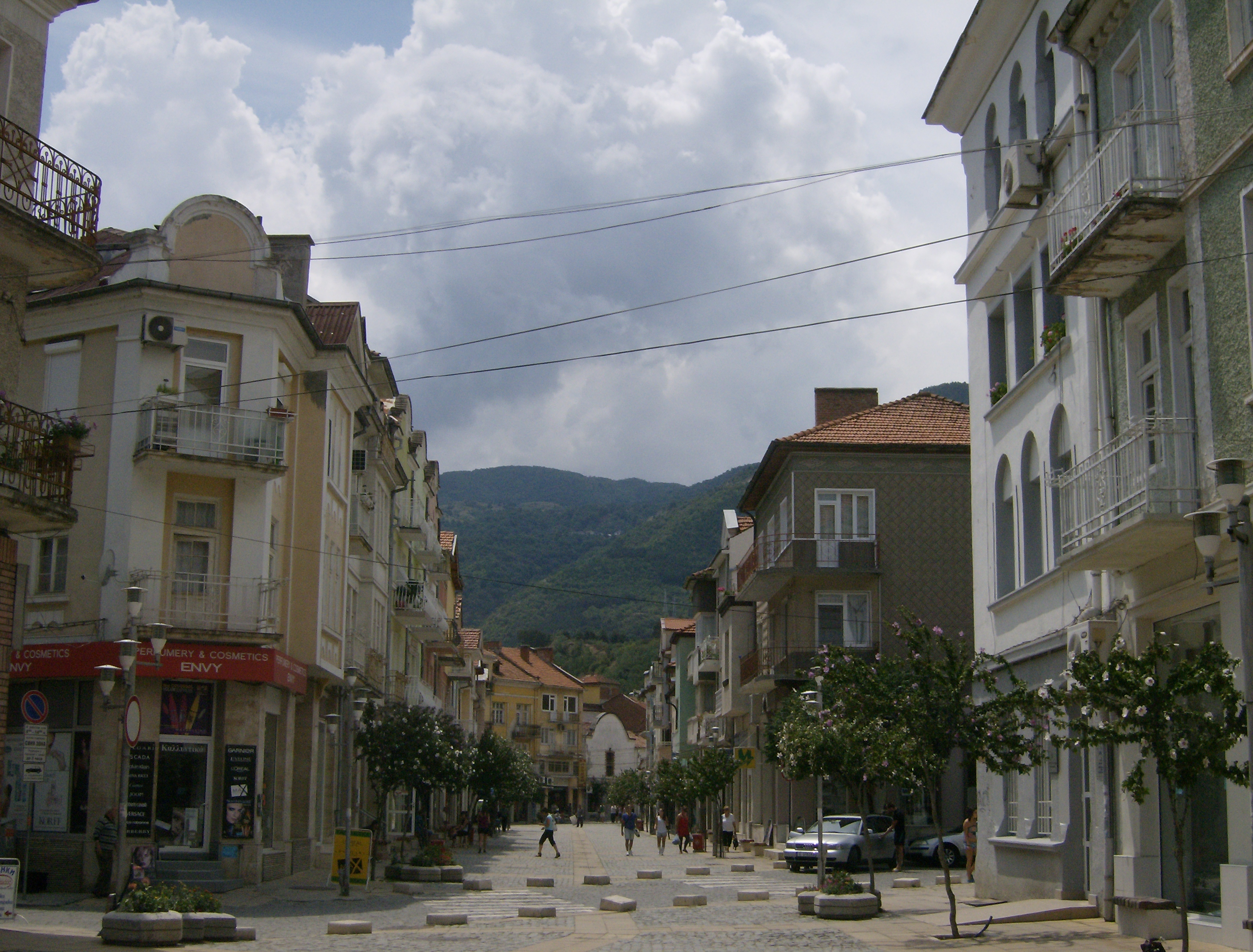
V centru města
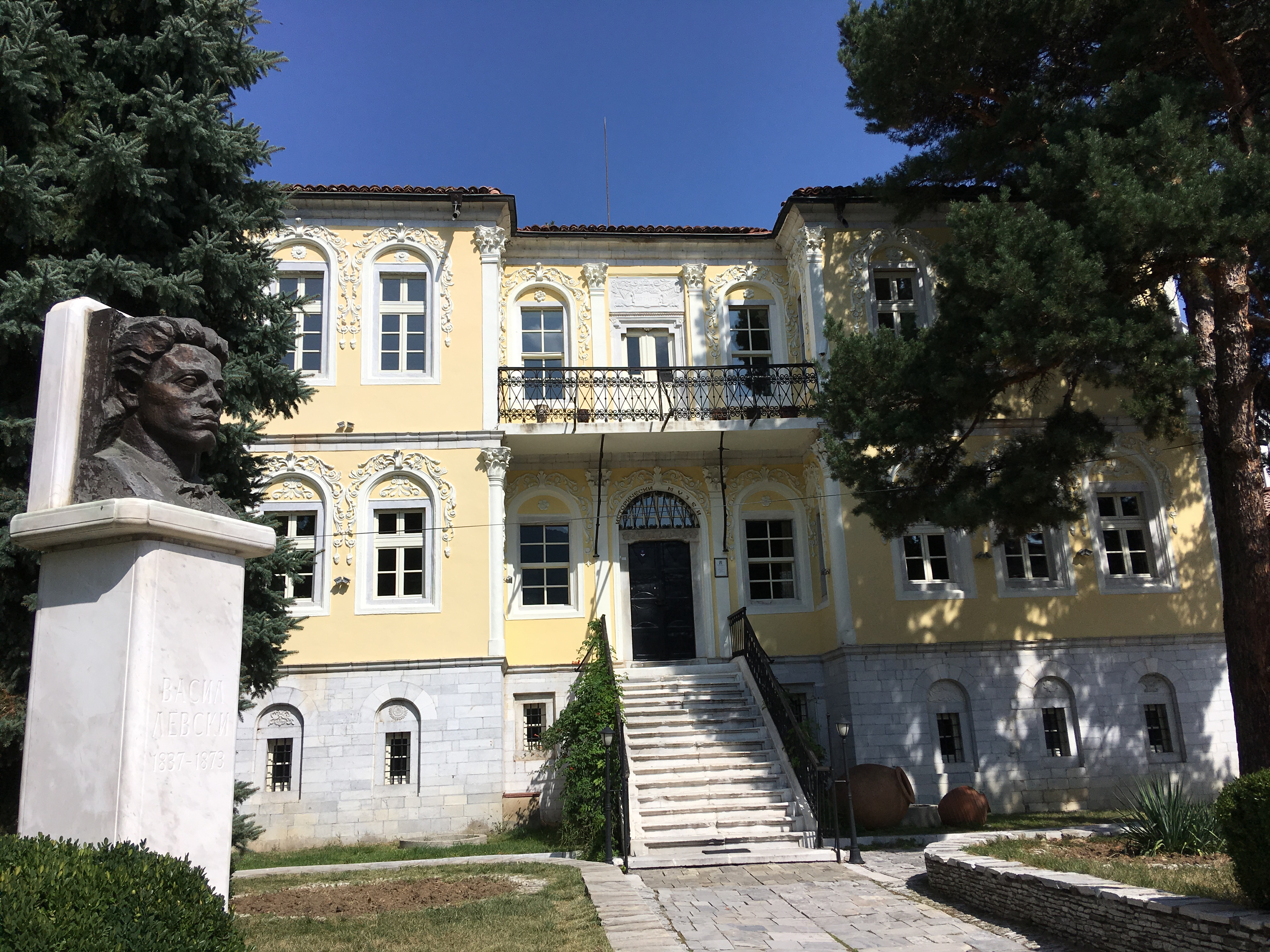
Historické muzeum
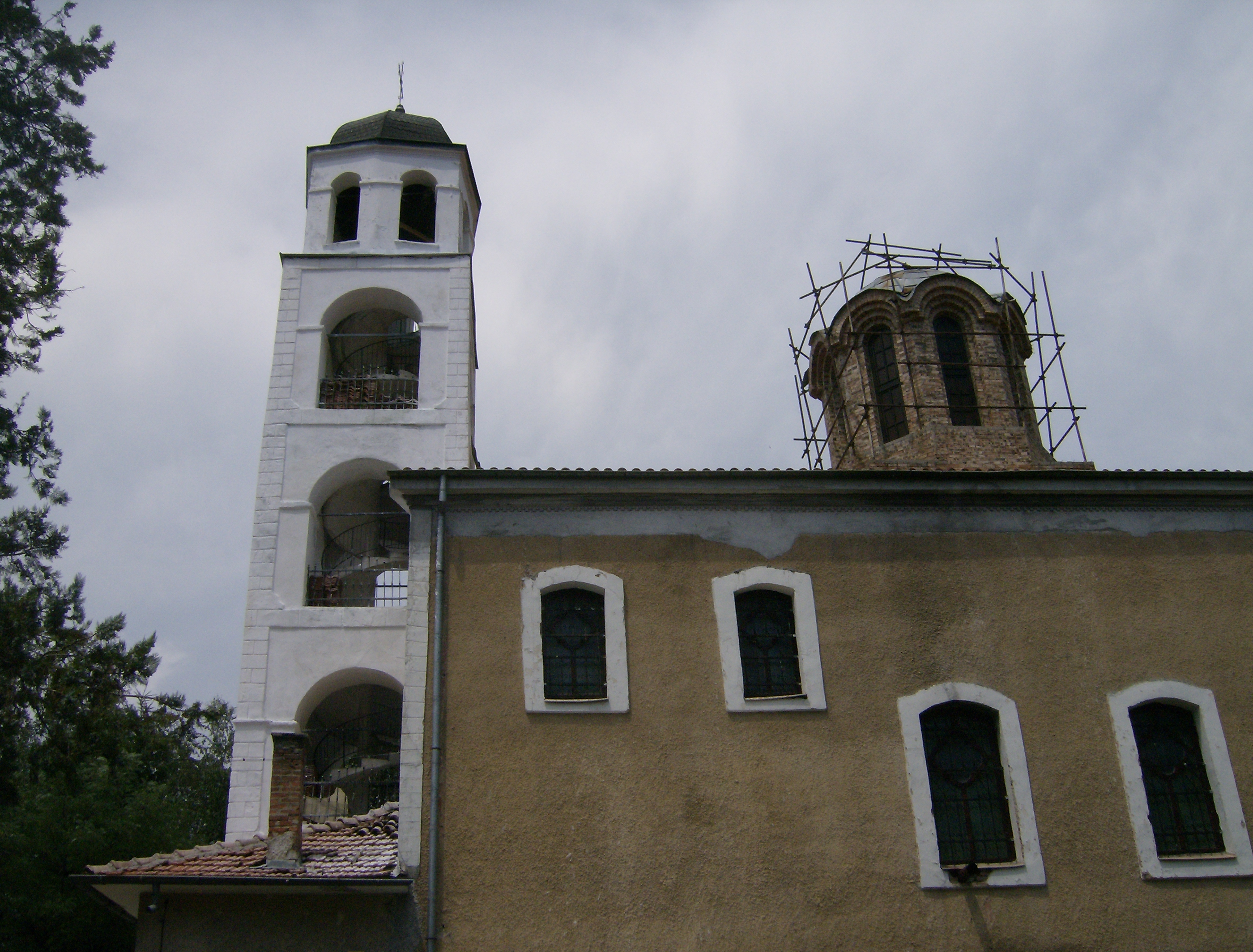
Chrám svatých Cyrila a Metoděje a sv. Eliáše
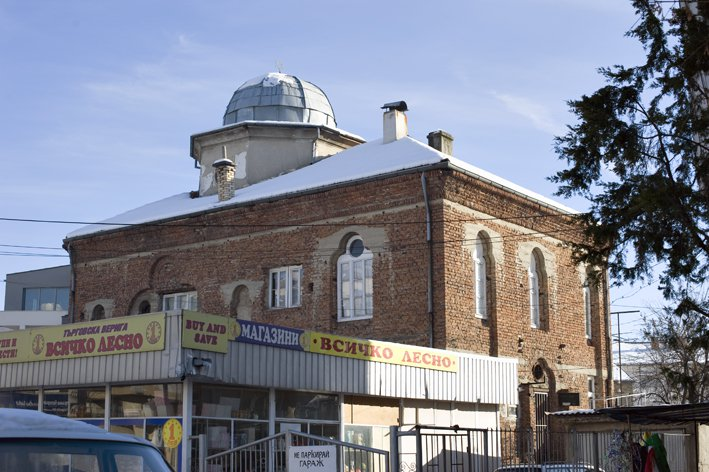
Místní synagoga
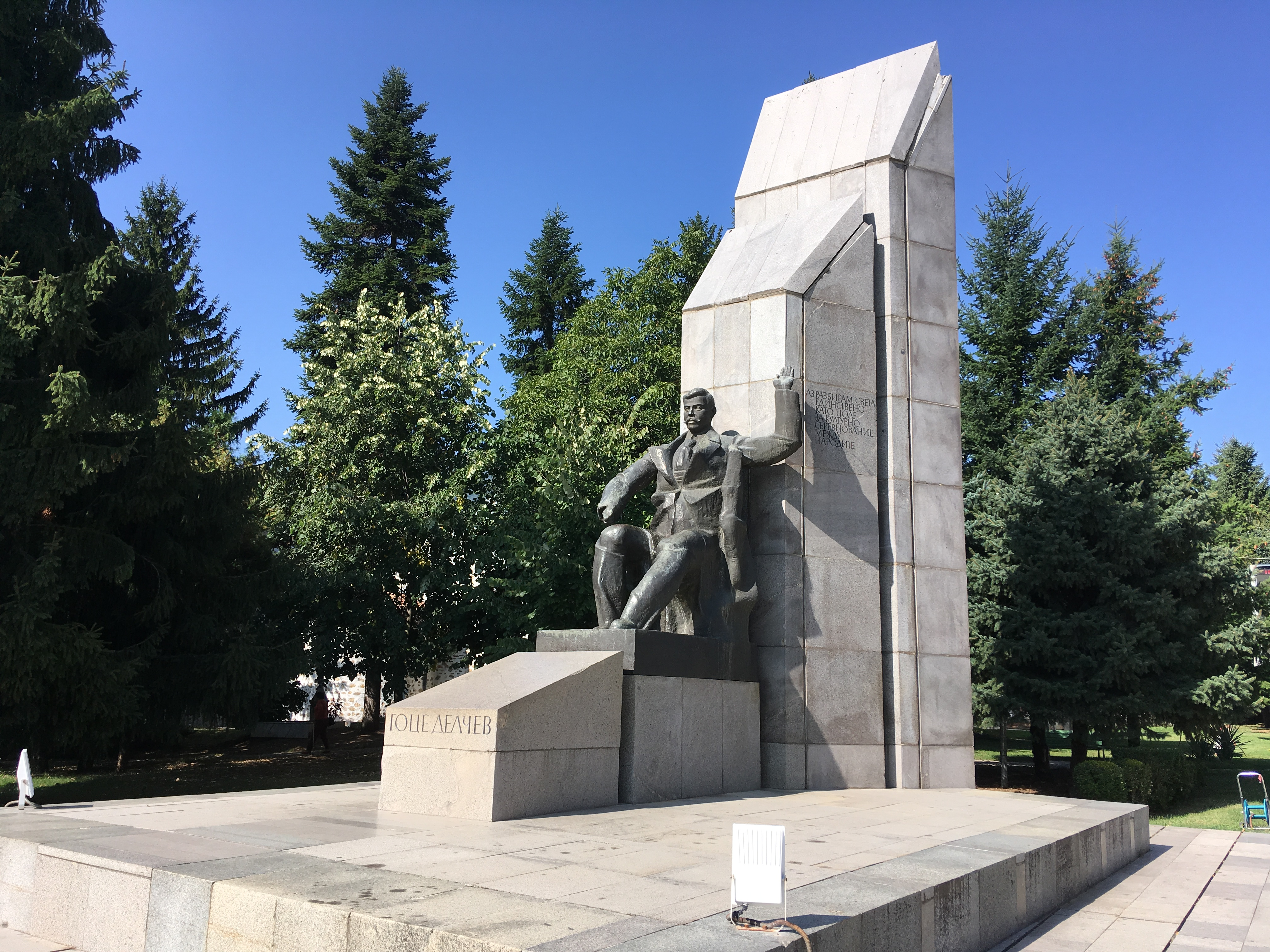
Pomník Goce Delčeva